# Contea di Guadalupe (Texas)
La contea di Guadalupe (in inglese Guadalupe County) è una contea dello Stato del Texas, negli Stati Uniti. La popolazione al censimento del 2010 era di 131 533 abitanti. Il capoluogo di contea è Seguin. La contea è stata fondata nel 1846, e prende il nome dal fiume Guadalupe. Lo sceriffo della città è Arnold S. Zwicke.

## Geografia fisica
| Anno | Popolazione | ±%     |
| ---- | ----------- | ------ |
| 1850 | 1,511       |        |
| 1860 | 5,444       | 260.3% |
| 1870 | 7,282       | 33.8%  |
| 1880 | 12,202      | 67.6%  |
| 1890 | 15,217      | 24.7%  |
| 1900 | 21,385      | 40.5%  |
| 1910 | 24,913      | 16.5%  |
| 1920 | 27,719      | 11.3%  |
| 1930 | 28,925      | 4.4%   |
| 1940 | 25,596      | −11.5% |
| 1950 | 25,392      | −0.8%  |
| 1960 | 29,017      | 14.3%  |
| 1970 | 33,554      | 15.6%  |
| 1980 | 46,708      | 39.2%  |
| 1990 | 64,873      | 38.9%  |
| 2000 | 89,023      | 37.2%  |
| 2010 | 131,533     | 47.8%  |

Secondo l'Ufficio del censimento degli Stati Uniti d'America la contea ha un'area totale di 715 miglia quadrate (1850 km²), di cui 711 miglia quadrate (1841 km²) sono terra, mentre 3,5 miglia quadrate (9,1 km², corrispondenti allo 0,5% del territorio) sono costituiti dall'acqua.

### Strade principali
- Interstate 10
- Interstate 35
- U.S. Highway 90
- U.S. Highway 90 Alternate
- State Highway 46
- State Highway 123
- State Highway 130

### Contee adiacenti
- Hays County (nord)
- Caldwell County (nord-est)
- Gonzales County (sud-est)
- Wilson County (sud)
- Bexar County (sud-ovest)
- Comal County (nord-ovest)

## Educazione
Nella contea sono presenti le seguenti scuole:
- Marion Independent School District
- Seguin Independent School District
- Schertz-Cibolo-Universal City Independent School District
- Texas Lutheran University